# 鱼类智力
鱼类智力是指鱼类的大腦記憶以及處理信息的能力。根据麥覺理大學的Culum Brown的说法，鱼其實很聪明，這方面超出了人們的預期。在许多领域，如记忆，它们的认知能力与包括非人类灵长类在内的高等脊椎动物旗鼓相當，甚至還能超越它們。

## 记忆
一些研究表明，鱼类可以記住一些信息，並且數月或數年之內都不會忘記。例如有些个别鲤鱼被人釣上岸後再放歸大自然，之後會更難被釣上岸。这表明鱼有了慘痛回憶後，有所警覺，因此变得不那么容易被釣上岸。这种学习能力在蓋斑鬥魚中也所體現，它们會避開曾經遭遇掠食者的地方，并且數月之間都不會再來到此處。